# 佐賀県道211号市武諸富線
佐賀県道211号市武諸富線（さがけんどう211ごう いちたけもろどみせん）は、佐賀県三養基郡みやき町から佐賀市に至る一般県道である。

## 概要
三養基郡みやき町大字寄人から佐賀市諸富町大字大堂に至る。道が狭いところが多く、また隣接している県道や国道との重複がある県道である。

### 路線データ
- 起点：佐賀県三養基郡みやき町大字寄人（和泉交差点、国道264号交点）
- 終点：佐賀県佐賀市諸富町大字大堂（佐賀県道・福岡県道19号諸富西島線交点）

## 路線状況

### 重複区間
- 国道385号（神埼市千代田町柳島 - 神埼市千代田町柳島・柳島交差点）
- 国道385号旧道（神埼市千代田町渡瀬・古賀橋交差点 - 神埼市千代田町渡瀬）
- 佐賀県道・福岡県道15号佐賀八女線（神埼市千代田町渡瀬 - 神埼市千代田町崎村・冠者神社前交差点）
- 佐賀県道・福岡県道20号佐賀大川線（神埼市千代田町崎村 - 佐賀市蓮池町大字小松・堂地（どうじ）交差点）

### 道路施設

#### 橋梁
- 半賀須橋（井柳橋、三養基郡みやき町）
- 千歳橋（田手川、神埼市、佐賀県道・福岡県道15号佐賀八女線重複区間内）
- 宿橋（神埼市、佐賀県道・福岡県道15号佐賀八女線重複区間内）
- 下神代橋（神埼市、佐賀県道・福岡県道15号佐賀八女線重複区間内）
- 搦橋（神埼市）
- 戸津橋（神埼市）
- 蒲田津橋（佐賀江川、佐賀市）

## 地理

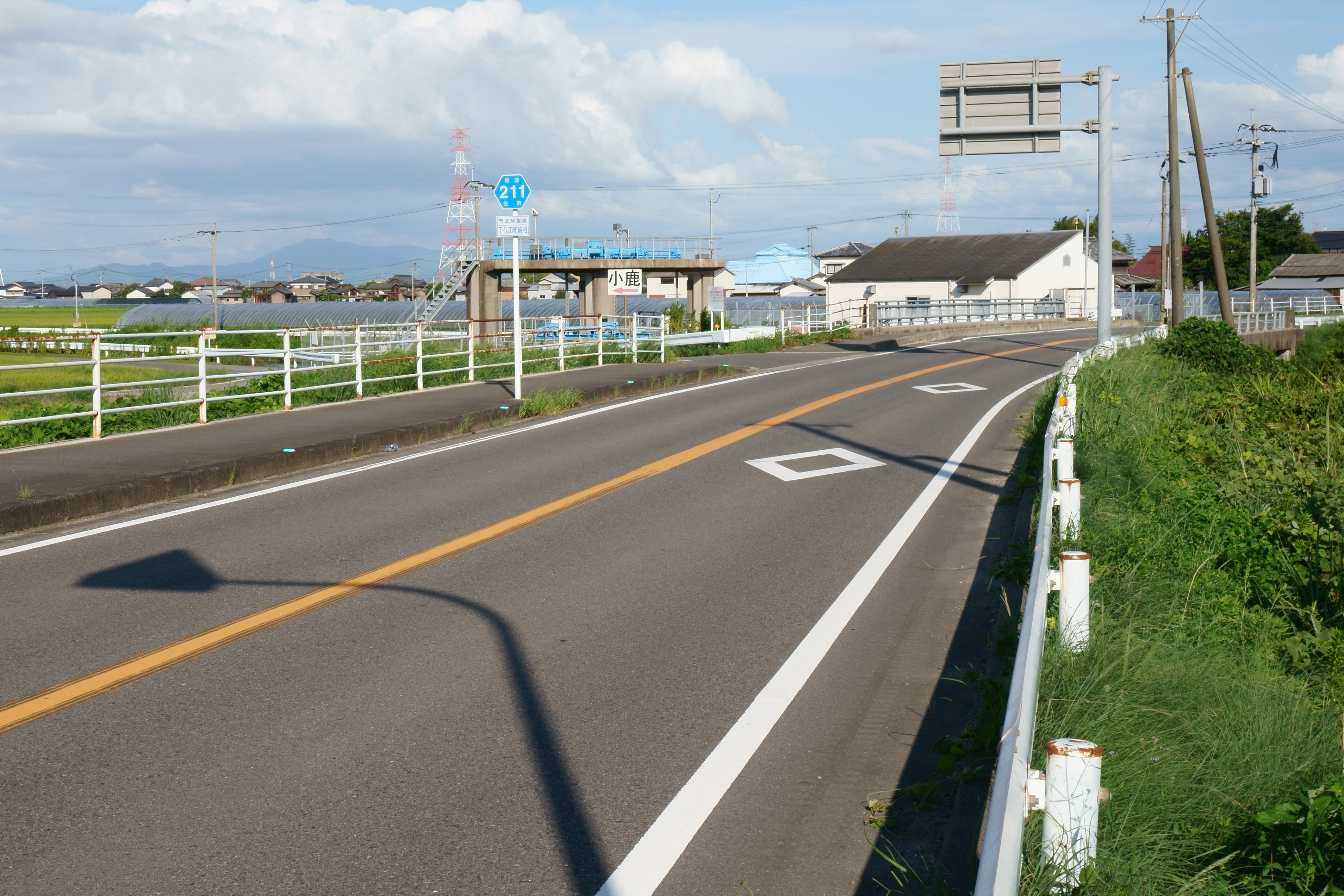
神埼市千代田町崎村

### 通過する自治体
- 三養基郡みやき町
- 神埼市
- 佐賀市

### 交差する道路
| 交差する道路                                                                | 市町村名 | 市町村名 | 交差する場所   | 交差する場所         |
| --------------------------------------------------------------------------- | -------- | -------- | -------------- | -------------------- |
| 国道264号                                                                   | 三養基郡 | みやき町 | 大字寄人       | 和泉交差点 / 起点    |
| 国道385号 重複区間起点                                                      | 神埼市   | 神埼市   | 千代田町柳島   |                      |
| 国道385号 重複区間終点                                                      | 神埼市   | 神埼市   | 千代田町柳島   | 柳島交差点           |
| 国道385号 / 旧道 重複区間起点                                               | 神埼市   | 神埼市   | 千代田町渡瀬   | 古賀橋交差点         |
| 国道385号 / 旧道 重複区間終点 佐賀県道・福岡県道15号佐賀八女線 重複区間起点 | 神埼市   | 神埼市   | 千代田町渡瀬   |                      |
| 佐賀県道・福岡県道15号佐賀八女線 重複区間終点                               | 神埼市   | 神埼市   | 千代田町崎村   | 冠者神社前交差点     |
| 佐賀県道・福岡県道20号佐賀大川線 重複区間起点                               | 神埼市   | 神埼市   | 千代田町崎村   |                      |
| 佐賀県道401号佐賀環状自転車道線線                                           | 佐賀市   | 佐賀市   | 蓮池町大字小松 |                      |
| 佐賀県道・福岡県道20号佐賀大川線 重複区間終点                               | 佐賀市   | 佐賀市   | 蓮池町大字小松 | 堂地（どうじ）交差点 |
| 佐賀県道・福岡県道19号諸富西島線                                            | 佐賀市   | 佐賀市   | 諸富町大字大堂 | 終点                 |

### 沿線
- みやき町立三根西小学校
- 神埼市立千代田東部小学校